# Vicenç Ferrer (pel·lícula)
Vicenç Ferrer, el cel a la terra (títol original en castellà: Vicente Ferrer) és una pel·lícula hispano-catalana de 2014, dirigida per Agustí Crespi, amb guió de Patrick Buckley, David Planell i Ignacio del Moral, i produïda per Grupo Ganga Producciones, Televisió Espanyola i Televisió de Catalunya. És protagonitzada per Imanol Arias amb un repartiment tècnic format per 25 espanyols i 90 indis i fou rodada als estudis de cinema Ramoji, a 25 kilòmetres al sud-est de Hyderabad. Rodada originàriament en castellà, se n'ha fet versió en català. La seva estrena a TVE fou vista per 2.896.000 espectadors amb una quota del 15,4%.

## Sinopsi
La pel·lícula narra els darrers trenta anys de la vida de Vicenç Ferrer, un home que va decidir canviar el destí dels seus feligresos a Anantapur (Andhra Pradesh) condemnats a la pobresa i la ignorància a la seva missió índia d'empentant als més desfavorits a ser autosuficients, de manera que van convertir una terra desèrtica en productiva per a l'agricultura.

## Repartiment
- Imanol Arias com a Vicenç Ferrer
- Aida Folch com a Anna Perry
- Carles Canut com a Montalvo
- Alba Flores com a Shamira
- Sunny Singh com a Ashish
- Josep Maria Pou com a Pare Font
- Brendan Price com a Curtis

## Nominacions i premis
Al Festival Internacional de Televisió de Xangai va guanyar el Premi Magnolia a la millor pel·lícula i al millor guió. Fou nominada també al Gaudí a la millor pel·lícula per a televisió.